# Edward Pain
Edward Oscar Guthrie "Ted" Pain (ur. 15 lipca 1925 w Wollongong, zm. 6 stycznia 2000 w Greenwich) – australijski wioślarz, brązowy medalista olimpijski.
Kształcił się na Uniwersytecie Oksfordzkim. Dwukrotnie brał udział w The Boat Race: w 1954 zwyciężył, a rok później poniósł porażkę. 
Wystąpił na igrzyskach olimpijskich w Helsinkach w 1952 roku, gdzie Australijczycy w składzie: Bob Tinning, Ernest Chapman, Nimrod Greenwood, Mervyn Finlay, Edward Pain, Phil Cayzer, Tom Chessell, Dave Anderson i Geoff Willamson (sternik) zdobyli brązowy medal w ósemkach. W finale o 7,2 sekundy przegrali z osadą USA, a o 1,9 sekundy szybsza była osada ZSRR. Był to jego jedyny start olimpijski.
W tej samej konkurencji zdobył złoty medal na igrzyskach Imperium Brytyjskiego w Auckland w 1950.